# Fatih Terim
 (janvier 2021).
Fatih Terim (né le 4 septembre 1953 à Adana en Turquie) est un joueur international puis un entraîneur de football turc. 

## Carrière de joueur
En 1969, alors que Fatih Terim n'a que 16 ans, il dispute ses premiers matches professionnels sous le maillot d'Adana Demirspor, club de la ville dont il est originaire. Il commence dans l'équipe des jeunes, la légende relatant qu'il est le seul joueur rémunéré, en toute discrétion.
En 1974 il est transféré à Galatasaray SK pour un montant de 1.650.000 TL. Après un total de 327 matches sous le maillot de Galatasaray SK, le jubilé du milieu de terrain défensif est fêté contre Fenerbahce ; le joueur descend sur le terrain avec un hélicoptère.
Fatih Terim dispute son premier match international sous le maillot de la Turquie contre la Suisse le 20 avril 1975 qui se termine sur le score de 1-1. En dix ans, il compte 51 sélections pour deux buts,.

## Carrière d'entraineur

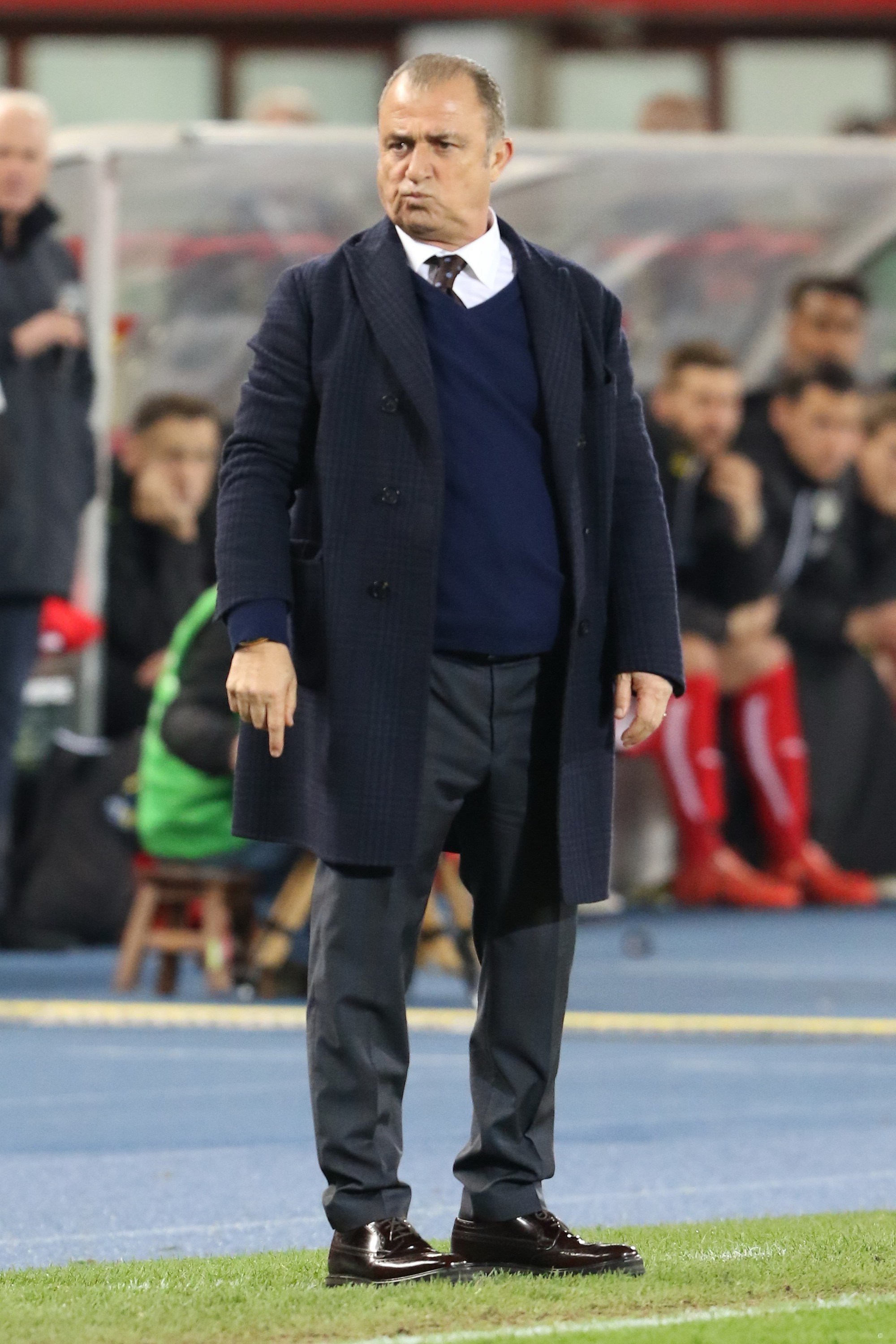
Fatih Terim en tant que sélectionneur turc lors d'un match contre l'Autriche

En 1993, il remportera les Jeux méditerranéens avec la Turquie . Fatih Terim est nommé sélectionneur de l'équipe de Turquie après avoir mené les espoirs pendant trois ans. Il parvient à qualifier la sélection à l'Euro 96, à la suite de quoi il démissionne.
Devenu entraineur de Galatasaray, Fatih Terim y connait son heure de gloire comme entraîneur avec en 2000 en conduisant le club à une victoire en coupe de l'UEFA face à Arsenal (première coupe européenne remportée par un club turc).
Ce succès lui ouvre les portes de la Fiorentina, il atteint notamment la finale de la coupe d'Italie. Cependant, quelques jours avant la finale, Terim démissionne à la suite d'un désaccord avec Cecchi Gori, le président du club, avant la victoire du club en coupe. Par la suite, il rejoint le Milan AC, mais l'expérience s'avère peu concluante, il quitte son poste peu avant le mercato.
En 2002 il revient à Galatasaray, mais les résultats mitigés mènent à la séparation en 2004. Un an après il redevient l'entraineur de l'équipe nationale turque et reste à ce poste pendant quatre ans. Le sélectionneur échoue à qualifier son pays pour le Mondial 2006, au terme notamment d'un barrage perdu et polémique contre l'équipe de Suisse le 16 novembre 2005 à Istanbul. Il emmène la Turquie jusqu’en demi-finale de l’Euro 2008, les turcs réalisent un parcours historique. Fatih Terim démissionne à l'issue du très mauvais parcours pour la qualification de la coupe du monde 2010, annonçant que le match contre l'Arménie sera son dernier.
Le 14 mai 2011, le nouveau président de Galatasaray, Ünal Aysal annonce que Fatih Terim dirigera l’équipe pour la saison prochaine. En coupe d'Europe, il remporte premier match contre l'Olympiakos. Après une victoire surprise contre Liverpool (3-0) et une défaite contre le Real (2-1), il commence le championnat par une défaite 2 à 0 contre Istanbul BB. L'équipe se reprend, le 11 titulaire tournera rarement.
Lors de la saison 2012-2013, Fatih fait venir Burak Yılmaz, Umut Bulut, Hamit Altıntop, Dany Nounkeu et Nordin Amrabat pour renforcer l'équipe. Il gagne tous les matches amicaux ainsi que la supercoupe de Turquie contre son grand rival Fenerbahçe (3-2). Il commence bien le championnat en gagnant contre Kasimpasa 2-1 (dont un but à la 88e minute de Umut Bulut). En Ligue des Champions, il perd les rencontres contre Manchester United et le Sporting Braga et fait match nul contre le CFR Cluj. Bien qu'en mauvaise posture, Galatasaray parvient à remporter tous les matches retours et se qualifie pour le tour suivant.
En 1/8e de finale, avec Didier Drogba et Wesley Sneijder qui ont rejoint l'équipe pendant le mercato, Galatasaray affronte Schalke 04. Après un match nul en Turquie l'équipe se qualifie en Allemagne (1-1, 2-3). En quart de finale, les joueurs du club turc rencontrent le Real Madrid. Battue lourdement à Santiago Bernabéu, l'équipe sort de la compétition avec les honneurs en gagnant 3-2 à domicile. L'attaquant Burak Yılmaz termine 3e meilleur buteur de la compétition. Le club gagne par ailleurs le Championnat de Turquie de football 2012-2013.     
Le 22 août 2013, il est nommé sélectionneur de l'équipe nationale de la Turquie à la suite de la démission d'Abdullah Avcı, mais conserve son poste sur le banc de Galatasaray. Après un mauvais début de saison 2013-14 (défaite 1-6 face au Real de Madrid à domicile en Ligue des Champions), et le désaccord latent entre lui et le président du club, notamment à cause du fait qu'il entraîne deux équipes à la fois (Galatasaray et l'équipe nationale turque), son contrat avec Galatasaray est résilié le 24 septembre 2013.
Le 26 juillet 2017, la Fédération turque de football met unilatéralement fin à son contrat. Terim, ayant à maintes reprises fait allusion à son retour au Galatasaray en précisant que celui-ci “était très précieux” pour lui, reprend du service à la tête du club le 22 décembre 2017 en signant un bail d’une saison et demie succédant au Croate Igor Tudor limogé pour mauvais résultats. Il s'agit du quatrième mandat de Terim en tant qu'entraineur de “son amour de toujours”.
Le 26 décembre 2023, le club grec du Panathinaïkós, alors deuxième de son championnat, annonce la nomination de Terim au poste d'entraîneur. Celui-ci devient le premier Turc à entraîner un club de football grec dans un contexte de « réconciliation » dans les relations entre les deux pays.Fatih Terim amène l’équipe en finale de la coupe national. Ils se sont battus pour le titre mais après une défaite 4-1 face à PAOK, le 17 mai 2024 avant la finale le club a décidé de se séparer de l’entraîneur turc qui ne pourra pas diriger la finale.
Le 27 décembre 2024, le club saoudien Al-Shabab a nommé Terim comme entraîneur principal, lui offrant un contrat de six mois avec une option pour une année supplémentaire,.

## Palmarès
Galatasaray SK
- Championnat de Turquie (8)
  - Champion en 1997, 1998, 1999, 2000, 2012, 2013, 2018 et 2019.
- Coupe de Turquie (3)
  - Vainqueur en 1999, 2000 et 2019.
- Supercoupe de Turquie (4)
  - Vainqueur en 1997, 2012, 2013 et 2019.
- Coupe UEFA (1)
  - Vainqueur en 2000

```
Turquie :  Vainqueur des jeux méditerranéens en 1993
```